# Piecewo (Orłowo)
Piecewo – nieoficjalna nazwa przysiółka wsi Orłowo w Polsce położona w województwie pomorskim, w powiecie nowodworskim, w gminie Nowy Dwór Gdański na obszarze Żuław Wiślanych.
W latach 1975–1998 miejscowość administracyjnie należała do województwa elbląskiego.